# Winikon
Winikon est une ancienne commune suisse du canton de Lucerne, située dans l'arrondissement électoral de Sursee. Elle a fusionné avec Triengen le 1er janvier 2009. Son ancien numéro OFS est le 1106

## Monuments et curiosités
L'église de l'Assomption (Mariä Himmelfahrt), décorée en style rococo, fut construite entre 1699 et 1702. Les stalles, dépourvues d'unité stylistique, réutilisent probablement les anciennes stalles du couvent de St. Urban.